# Distretto di Aydıncık (Yozgat)
Il distretto di Aydıncık (in turco Aydıncık ilçesi) è uno dei distretti della provincia di Yozgat, in Turchia.